# Coupe du monde de patinage de vitesse sur piste courte 2018-2019
Navigation
Édition précédente Édition suivante
Le circuit de coupe du monde de patinage de vitesse sur piste courte 2018-2019 est un circuit de six Coupes du monde sur une période de 4 mois. Il s'agit de la seule compétition de l'Union internationale de patinage à ne pas avoir de classement général, avec uniquement un classement par distance, en dehors des Jeux olympiques.

## Déroulement
Les manches du circuit de la saison 2018-2019 sont :
| Date                               | Ville          |
| ---------------------------------- | -------------- |
| 2 novembre 2018 - 4 novembre 2018  | Calgary        |
| 9 novembre 2018 - 11 novembre 2018 | Salt Lake City |
| 7 décembre 2018 - 9 décembre 2018  | Almaty         |
| 1er février 2019 - 3 février 2019  | Dresde         |
| 8 février 2019 - 10 février 2019   | Turin          |

## Nouveautés du règlement
La compétition se déroule sur trois jours. Le premier jour inclut toutes les qualifications sur toutes les distances. Les deux autres jours commencent par les courses de repêchage, puis on enchaîne avec les courses classiques. Comme auparavant, chaque pays peut inscrire au maximum six patineurs de chaque sexe. Cependant, une nouvelle limite est appliquée : seuls trois patineurs peuvent courir une même distance et un compétiteur est limité à deux distances, au choix de sa fédération.

## Participants
L'Allemagne est représentée par Adrian Lüdtke, Christoph Schubert et Anna Seidel. L'Australie n'envoie aucune équipe féminine ou de relais à la Coupe du monde. Les représentants du pays sont Andy Jung et les frères Joshua Kah et Skyler Kah. À la deuxième manche de la compétition, l'équipe est la même. L'Autriche fait de même en envoyant Matthias Wolfgang et les frères Dominic Andermann et Nico Andermann à la première manche ; le pays n'est pas représenté à la manche de Salt Lake City. Il y a encore trois participants belges aux deux premières manches de la compétition : Ward Petre, Stijn Desmet et sa sœur Hannah Desmet,.
Au Canada, cinq femmes sont sélectionnées au sein de l'équipe nationale. Kim Boutin choisit de ne pas en faire partie et de prolonger la pause estivale de plusieurs mois. Chez les filles, Courtney Lee Sarault est vice-championne du monde junior 2018 et Audrey Phaneuf est remplaçante du relais aux Jeux olympiques de 2018. Les trois autres, Alyson Charles, Camille De Serres-Rainville et Claudia Gagnon, représentent leur pays pour la première fois. Elles sont toutes entraînées par Frédéric Blackburn. À la deuxième manche, Danaé Blais intègre l'équipe, tandis que Kim Boutin, Kasandra Bradette et Jamie Macdonald viennent en tant que remplaçantes. Chez les hommes, l'équipe, entraînée par Éric Bédard depuis l'été 2018, est plus vétérane : Charles Hamelin et Samuel Girard sont tous les deux médaillés olympiques, tandis que Pascal Dion et Charle Cournoyer participent au relais depuis une saison. Les deux nouveaux de l'équipe sont Cédrik Blais et Steven Dubois. Mathieu Bernier intègre l'équipe pour la deuxième manche de la saison tandis que Maxime Laoun est remplaçant.
L'équipe féminine chinoise est composée majoritairement de patineuses expérimentées : Li Jinyu, Han Yutong et Fan Kexin sont toutes les trois d'anciennes olympiennes. Zang Yize revient après une saison de Coupe du monde, Li Xuan et Wang Xiran intègrent l'équipe nationale pour la première fois. Chez les hommes, les champions Ren Ziwei et Wu Dajing font leur retour. Yu Songnan, Jia Haidong, Li Wenlong et Sun Long s'ajoutent à la sélection. Une semaine après la première manche, Wang Pengyu remplace Sun Long.
La Colombie envoie sa première délégation en Coupe du monde. Elle est composée de Nicolas Laborde et de German Andres Tirado Oviedo lors de la première manche. Pour la deuxième manche, Nicolas Laborde est le seul représentant de l'équipe nationale colombienne. La Corée du Sud envoie ses champions Choi Min-jeong, Shim Suk-hee, Kim Ye-jin, Hwang Dae-heon, Lim Hyo-jun et Lee June-seo. Noh Ah-Rum, Choi Jihyun, Kim Ji-Yoo, Park Ji-won et Kim Gun-woo complètent la sélection. Pour la deuxième manche, Hwang Dae-heon, blessé en compétition, se déclare forfait.
Aux États-Unis, Maame Biney est sélectionnée malgré de longues vacances d'été qui ont limité son entraînement. La patineuse de vitesse et de roller en ligne Corinne Stoddard la rejoint au sein de l'équipe avec Danielle Amos, Elizabeth Johnson et Jamie Jurak. Kristen Santos est la seule vétérane de l'équipe avec Biney. Du côté des hommes, Thomas Hong mène les qualifications nationales devant ses camarades de relais Aaron Tran et Jonathan So. L'équipe masculine est complétée par Adam Callister, Aaron Heo et Brandon Kim.
L'équipe de France est composée quasi-intégralement de vétérans. Chez les femmes, Véronique Pierron accompagne Aurélie Monvoisin. Chez les hommes, Tristan Navarro fait son premier passage en Coupe du monde, rejoignant Thibaut Fauconnet, Dmitry Migunov, Sébastien Lepape et Quentin Fercoq.
La Grande-Bretagne envoie les trois frères Farrell, Ethan et Niall Treacy. Les rejoignent Jonathan Moody et Billy Simms, et chez les femmes Kathryn Thomson. Elise Christie et Jack Burrows intègrent l'équipe à l'occasion de la deuxième manche de la saison. À la deuxième manche de la saison, Hong Kong est représentée par le patineur Sidney Chu. L'équipe hongroise inclut cinq femmes et cinq hommes. Chez les femmes, Barbara Somogyi, Marta Knoch et Rebeka Sziliczei-Nemet sont nouvelles, Petra Jászapáti et Sára Bácskai réintègrent l'équipe. Pour les hommes, on ne compte aucune nouvelle recrue parmi Csaba Burján, Alex Varnyu, Cole Krueger et les frères Shaolin Sándor Liu et Shaoang Liu. Barbara Somogyi complète l'équipe en tant que remplaçante. L'Irlande envoie son premier patineur, Sean McAnuff. Israël envoie le vétéran Vladislav Bykanov.
Arianna Fontana refuse de rejoindre l'équipe nationale italienne quand celle-ci fait remplacer Anthony Lobello, son mari, au poste d'entraîneur de l'équipe féminine. L'Italienne la plus expérimentée de l'équipe est donc Martina Valcepina. Cynthia Mascitto, Elena Viviani, Nicole Botter Gomez, Arianna Sighel et Arianna Valcepina, la petite sœur de Martina Valcepina, la rejoignent. Après une première manche décevante, Elena Viviani est rétrogradée au rang de remplaçante la semaine suivante à Salt Lake City. Chez les hommes, l'équipe n'inclut aucun nouveau : Yuri Confortola, Tommaso Dotti, Andrea Cassinelli, Mattia Antonioli, Marco Giordano et Davide Viscardi ont tous une expérience internationale.
Le Japon envoie les sœurs Sumire, Yuki et Moemi Kikuchi avec Hitomi Saito et Shione Kaminaga, ainsi qu'Ami Hirai. Trois remplaçantes complètent la sélection : Hinako Matsuyama, Aoi Watanabe et Miwako Yamaura. Chez les hommes, Teppei Kikuchi accompagne Kazuki Yoshinaga, Keita Watanabe, Hiroki Yokoyama, Hijiri Iwashita et Shuta Matsudu. Shogo Miyata, Yoshiaki Oguro et Shun Saito complètent la sélection en tant que remplaçants.
Anastassiya Krestova, Kim Iong-A, Assel Taishmanova et Olga Tikhonova représentent le Kazakhstan à la première manche de la Coupe du monde. La semaine suivante, pour la deuxième manche à Salt Lake City, il ne reste que Kim Iong-A et Olga Thikhonova. Denis Nikisha, Nurbergen Zhumagaziyev, Abzal Azhgaliyev, Mersaid Zhaxybayev, Adil Galiakhmetov et Yerkebulan Shamukhanov participent à la première manche à Calgary ; la semaine suivante, il reste Nikisha, Shamukhanov et Zhaxybayev, tandis que Nurtilek Kazhgali rejoint l'équipe.
Le Luxembourg envoie Augustin Géré, Peter Murphy et sa sœur Caroline Murphy.
Aux Pays-Bas, Jorien ter Mors, blessée, ne participe pas à la Coupe du monde, tandis que Suzanne Schulting affirme vouloir se concentrer sur le patinage de vitesse sur longue piste après la saison. La sélection est sensiblement la même que celle des Jeux olympiques de 2018 : Yara van Kerkhof, Lara van Ruijven, Suzanne schulting, Rianne de Vries composent l'équipe avec Avalon Aardoom et Xandra Velzeboer. Chez les hommes, Sjinkie Knegt, Itzhak de Laat, Daan Breeuwsma, Dennis Visser, Friso Emons et Jasper Brunsmann font tous leur retour sur la scène internationale. À la deuxième manche de la Coupe du monde, Brunsmann n'est plus que remplaçant de l'équipe.
Les Philippines participent aussi pour la première fois à la compétition : Marc Gonzalez et Julian Macaraeg représentent leur pays. En Pologne, les sœurs Natalia et Patrycja Maliszewska font leur retour avec Patrycja Markiewicz, Kamila Stormowska, Karolina Milkowska et Nikola Mazur. Du côté des hommes, on ne compte que des nouveaux : Rafal Anikej, Szymon Wilczyk, Karol Niescier, Lukasz Kuczynski, Pawel Adamski et Mateusz Krzeminski. La République Tchèque envoie uniquement des patineuses : Michaela Sejpalová, Michaela Kuncírová, Milada Doslá et Petra Vanková.
L'équipe de Russie renouvelle son ancienne équipe : Sofia Prosvirnova, Ekaterina Efremenkova, Yuliia Beresneva, Ekaterina Konstantinova, Emina Malagich et Vera Rasskazova pour les femmes, Denis Aïrapetian, Alexander Shulginov, Vladimir Grigorev, Konstantin Ivliev, Artem Kozlov et Pavel Sitnikov côté hommes. De même pour Singapour et Cheyenne Goh et la Slovaquie avec Petra Rusnakova, ainsi que la Suède et Erika Lindgren. L'Ukraine, enfin, envoie quatre représentants : Mariia Uzakova, Mariya Dolgopolova, Oleh Handei et Nikita Nemiro.

## Première manche à Calgary: 2 au 4 novembre 2018

### Compétition féminine

#### 500m- Première distance
Le premier 500 mètres féminin voit la disqualification de la patineuse américaine Maame Biney pour double faux départ. Petra Jászapáti remporte la course devant Nicole Botter Gomez. La deuxième manche est le théâtre de deux disqualifications dont celle de Martina Valcepina, favorite italienne, et de Danielle Amos pour les États-Unis. Restent Zang Yize, première, Vera Rasskazova, deuxième, et Michaela Kuncírová qui échoue en troisième position. Dans la troisième course, Sofia Prosvirnova se qualifie devant Alison Desmarais, éliminant Véronique Pierron et Sára Bácskai. Viennent ensuite Emina Malagich et Wang Xiran qui se qualifient, suivies par Natalia Maliszewska et Kathryn Thomson. Dans la course suivante, Lara van Ruijven et Shim Suk-hee chutent toutes les deux, ouvrant la voie à Alyson Charles et Patrycja Maliszewska,. Fan Kexin remporte la course suivante devant Xandra Velzeboer, la nièce de Monique Velzeboer. Meilleure troisième, Sumire Kikuchi s'assure une place en quarts de finale. Yara van Kerkhof remporte la dernière course devant Milada Doslá, tandis que Nikola Mazur est avancée en raison d'une faute d'Anastassiya Krestova.
Lara van Ruijven et Kim Ye-jin remportent respectivement les demi-finales de repêchage, se qualifiant pour les quarts de finale de la compétition.
Dans le premier quart de finales de la distance, Fan Kexin et Sumire Kikuchi se qualifient sans Milada Doslá, alors qu'Emina Malagich et Xandra Velzeboer chutent toutes les deux. Suivent Yara van Kerkhof, Kim Ye-jin rescapée des repêchages et Zang Yize. Sofia Prosvirnova l'emporte ensuite devant Natalia Maliszewska, alors que la Canadienne Alison Desmarais est victime d'une chute. Enfin, Alyson Charles remporte son quart de finale et se qualifie avec Petra Jászapáti et Wang Xiran.
Natalia Maliszewska remporte la première demi-finale devant Yara van Kerkhof. Kim Ye-jin, troisième, part en finale B. Fan Kexin et Zang Yize, toutes deux tombées, ne finissent pas la course, passant donc aussi en finale B. C'est ensuite au tour d'Alison Charles et de Sofia Prosvirnova de passer en finale alors que Petra Jászapáti et Wang Xiran passent en finale B - Sumire Kikuchi, cinquième, est éliminée.
La victoire revient à la Polonaise Natalia Maliszewska devant la Néerlandaise Yara van Kerkhof et la Canadienne Alyson Charles, qui commente ensuite qu'elle était « là pour apprendre » et n'avait jamais espéré une médaille. Sofia Prosvirnova, quant à elle, est disqualifiée pour faute. Petra Jászapáti remporte la finale B tandis que Fan Kexin, blessée en demi-finale, ne prend pas le départ de la course.

#### 1 500mféminin
Suzanne Schulting et Cynthia Mascitto sont les premières à se qualifier pour les demi-finales. Anna Seidel passe ensuite, devant Aurélie Monvoisin et Ekaterina Konstantinova. La troisième course voit la qualification d'Ekaterina Efremenkova, Yuki Kikuchi et Claudia Gagnon. C'est ensuite au tour de Noh Ah-rum, Rianne de Vries et Hitomi Saito. Li Jinyu passe ensuite devant Arianna Sighel. Hanne Desmet reçoit une pénalité pour faute sur Kim Iong-a, qui est avancée. Han Yutong passe ensuite devant Li Xuan. Enfin, Choi Min-jeong, Kristen Santos et Courtney Lee Sarault se qualifient pour les demi-finales. Camille de Serres-Rainville et Choi Jihyun sont ensuite repêchées pour rejoindre la demi-finale de la distance.
Ekaterina Efremenkova remporte sa demi-finale suivie par Suzanne Schulting. Li Jinyu, Li Xuan et Cynthia Mascitto passent en finale B et Hitomi Saito et Kim Iong-a sont éliminées. Dans la deuxième course, Noh Ah-rum finit en tête devant Courtney Lee Sarault et Anna Seidel ; Aurélie Monvoisin et Choi Jihyun passent en finale B, Kristen Santos et Claudia Gagnon sont toutes les deux disqualifiées pour faute. Enfin, dans la dernière course, Han Yutong et Choi Min-jeong se qualifient pour la finale A, Camille de Serres-Rainville et Ekaterina Konstantinova pour la finale B. Arianna Sighel, Rianne de Vries et Yuki Kikuchi sont quant à elles éliminées de la compétition.
L'arrivée du 1 500 mètres se joue à moins d'un centième de seconde et c'est Suzanne Schulting qui prend la première place juste devant Courtney Lee Sarault. Ekaterina Efremenkova prend la troisième place. Au pied du podium, on retrouve Han Yutong, Choi Min-jeong et Anna Seidel, alors que Noh Ah-rum est disqualifiée pour faute.

#### 500mféminin - Deuxième distance
Alyson Charles remporte la première course devant Petra Jászapáti tandis que Li Jinyu se qualifie avec le meilleur troisième temps. Ekaterina Efremenkova passe ensuite devant Shim Suk-hee. C'est ensuite au tour d'Anna Seidel et de Natalia Maliszewska. Lara van Ruijven remporte la quatrième course devant Emina Malagich et Aurélie Monvoisin, puis Xandra Velzeboer s'assure une place en quarts de finale devant Moemi Kikuchi. Martina Valcepina se qualifie ensuite devant Hitomi Saito, puis Choi Min-jeong passe devant Wang Xiran. Fan Kexin et Cynthia Mascitto sont les deux dernières à se qualifier. Riane de Vries et Claudia Gagnon remportent les courses de repêchage.
Le premier quart de finale revient aux deux patineuses chinoises Fan Kexin et Li Jinyu. Dans la deuxième course, Moemi Kikuchi est disqualifiée alors que Martina Valcepina et Anna Seidel se qualifient pour le tour suivant. Dans la troisième course, Natalia Maliswewska, Alyson Charles et Claudia Gagnon se qualifient, Xandra Velzeboer tombe et ne finit pas la course. Dans le dernier quart de finale, Aurélie Monvoisin est disqualifiée pour faute sur Emina Malagich, qui est avancée. Lara van Ruijven et Ekaterina Efremenkova se qualifient avec elle.
En demi-finale, Natalia Maliszewska se qualifie devant Fan Kexin, tandis qu'Ekaterina Efremenkova et Li Jinyu passent en finale B. Emina Malagich, dernière, est éliminée. Alyson Charles remporte sa demi-finale devant Lara van Ruijven alors que Martina Valcepina et Claudia Gagnon partent en finale B.
Alyson Charles démarre en première position du 500 mètres. Après un tour et demi, elle est dépassée par Lara van Ruijven, avec Natalia Maliszewska et Fan Kexin en troisième et quatrième place. À l'avant-dernier tour, Fan Kexin dépasse Maliszewska et Charles pour prendre la médaille d'argent derrière Lara van Ruijven ; Alyson Charles prend le bronze. C'est la première médaille d'or de Lara van Ruijven à une compétition mondiale individuelle.

#### 1 000mféminin
Courtney Lee Sarault remporte la première course du 1 000 mètres devant Sofia Prosvirnova tandis que Hanne Desmet se qualifie grâce à son temps. C'est ensuite au tour d'Anastassiya Krestova, pour le Kazakhstan, et de la Russe Ekaterina Konstantinova. Suzanne Schulting remporte la course suivante devant Kim Ji-yoo. Dans la course suivante, Sumire Kikuchi reçoit un carton jaune pour avoir fait deux fautes en une course, tandis que Kristen Santos, tombée, ne finit pas la distance. Véronique Pierron et Alison Desmarais passent donc en quart de finale. Han Yutong et Yuki Kikuchi se qualifient ensuite, puis c'est au tour de Yara van Kerkhof devant Noh Ah-rum, alors que Vera Rasskazova est disqualifiée de la distance. L'avant-dernière course voit la disqualification de Kathryn Thomson tandis que Li Xuan et Kim Ye-jin passent en quarts de finale. Enfin, Zang Yize se qualifie devant Camille de Serres-Rainville et Kim Iong-a. Kristen Santos et Avalon Aardoom sont repêchées.
Dans le premier quart de finale, Yara van Kerkhof est disqualifiée pour faute alors que Zang Yize et Noh Ah-rum passent en demi-finale. Courtney Lee Sarault remporte la course suivante devant Sofia Prosvirnova, alors que Kim Ye-jin tombe et que Hanne Desmet se qualifie pour son temps de « meilleure troisième ». C'est aussi le cas d'Avalon Aardoom dans la course suivante, qui rejoint Suzanne Schulting et Han Yutong. Dans la dernière course, Véronique Pierron l'emporte sur Yuki Kikuchi.
La première finale revient à Han Yutong, qui prend sa revanche de la course précédente en battant Suzanne Schulting. Véronique Pierron se qualifie également pour la finale, alors que Noh Ah-rum et Avalon Aardoom passent en finale B. Hanne Desmet est disqualifiée dans la deuxième course : Sofia Prosvirnova et Courtney Lee Sarault passent en finale, Yuki Kikuchi et Zang Yize en finale B.
À mi-course de la finale, la Chinoise Han Yutong chute et abandonne la course. Suzanne Schulting remporte la distance, Sofia Prosvirnova passe en deuxième la ligne d'arrivée juste devant Véronique Pierron, et Courtney Lee Sarault clôt la finale avec un léger retard.

### Compétition masculine

#### 500mmasculin - Première distance
Au 500 mètres, Shaoang Liu se qualifie loin devant Mersaid Zhaxybayev et Vladimir Grigorev dans la première course. Itzhak de Laat est le prochain à passer avec Park Ji-won et Rafal Anikej. Viennent ensuite Hong Kyung-hwan, Steven Dubois et Daan Breeuwsma, alors que Szymon Wilczyk est disqualifié pour faute. Charles Hamelin se qualifie ensuite avec le Français Dmitry Migunov et l'Italien Andra Cassinelli. Jia Haidong passe ensuite devant Thomas Insuk Hong et Quentin Fercoq, puis c'est au tour de Wu Dajing, Jasper Brunsmann et Christoph Schubert, alors que Teppei Kikuchi et Farrell Treacy tombent tous les deux. Shaolin Sandor Liu est le prochain à se qualifier devant Konstantin Ivliev et Hijiri Iwashita. Ren Ziwei passe ensuite avec Adam Callister et Peter Murphy alors que Davide Viscardi chute et ne termine pas la course. Dans la course suivant, Abzal Azhgaliyev, Artem Kozlov et Brandon Kim s'assurent une place en Heats. La qualification revient enfin à Denis Nikisha, Kim Gun-woo et Alex Varnyu.
Jia Haidong remporte le premier heat devant Konstantin Ivliev et Thomas Hong. C'est ensuite au tour de Wu Dajing, de Steven Dubois qui fixe un nouveau record canadien à 39 s 845 et du Français Quentin Fercoq, alors que Vladimir Grigorev est éliminé et que Shaoang Liu tombe. Dans la course suivante, Charles Hamelin et Alex Varnyu sont tous les deux disqualifiés pour faux départ : seuls compétiteurs restants, Abzal Azhgaliyev, Park Ji-won et Jasper Brunsmann passent en quarts de finale. Dans la course suivante, Ren Ziwei passe devant Kim Gun-woo et Dmitry Migunov. Denis Nikisha, Artem Kozlov et Itzhak de Laat passent ensuite, puis c'est au tour de Shaolin Sandor Liu, Hong Kyung-hwan et Mersaid Zhaxybayev de passer en quarts de finale. Cédrik Blais et Shaoang Liu sont ensuite réintégrés à la compétition à l'issue des courses de repêchage.
En quarts de finale, Denis Nikisha reçoit une sanction pour faute alors qu'Abzal Azhgaliyev, Shaoang Liu et Itzhak de Laat se qualifient pour la demi-finale. Wu Dajing et Steven Dubois remportent ensuite leur course. Dans la course suivante, Quentin Fercoq tombe et ne finit pas la distance alors que Jia Haidong et Kim Gun-woo passent en demi-finale. Shaolin Sandor Liu et Thomas Hong prennent les deux premières places de leur quart de finale ; Ren Ziwei est disqualifié pour faute sur Artem Kozlov, qui est tombé mais est avancé en demi-finale par les juges. Cédric Blais, lui aussi tombé dans cette chute, n'est pas avancé.
Dans la première demi-finale, Wu Dajing remporte la course devant Shaoang Liu tandis que Steven Dubois et Shaolin Sandor Liu passent en finale B. Thomas Hong et Jia Haidong passent en finale et Kim Gun-woo est avancé à leurs côtés en raison d'une faute d'Abzal Azhgaliyev, disqualifié. Artem Kozlov, quant à lui, tombe et ne finit pas la course, ce qui l'envoie en finale B.
Wu Dajing remporte la compétition devant Shaoang Liu et Kim Gun-woo. Jia Haidong et Thomas Hong arrivent quatrième et cinquième de la compétition tandis qu'en finale B, Shaolin Sandor Liu gagne devant Artem Kozlov et Steven Dubois est disqualifié pour faute.

#### 1 500mmasculin
Keita Watanabe remporte le premier quart de finale de la distance devant Samuel Girard et Adil Galiakhmetov, tandis qu'Andy Jung et Augustin Géré tombent et ne finissent pas la course. Lee June-seo finit premier de sa course devant Thibaut Fauconnet et Yuri Confortola. Viennent ensuite Sjinkie Knegt, Kazuki Yoshinaga et Sébastien Lepape alors que dans cette course, le Hongrois Cole Krueger est disqualifié pour faute. Nurbergen Zhumagaziyev est disqualifié pour faute sur Stijn Desmet dans la quatrième course : Desmet est avancé par les juges aux côtés de Lim Hyo-jun et Hiroki Yokoyama. Vladislav Bykanov et Charle Cournoyer se qualifient ensuite tandis que l'Américain Jonathan So tombe et ne finit pas la course. Csaba Burjan et Friso Emons se qualifient ensuite alors que Denis Ayrapetyan est disqualifié pour avoir fait tomber Pascal Dion, avancé par les juges. Enfin, Dennis Visser est disqualifié alors que Hwang Dae-heon et Tommaso Dotti passent en demi-finale. Yu Songnan et Li Wenlong remportent les courses de repêchage et réintègrent la compétition.
En demi-finale, Kazuki Yoshinaga et Vladislav Bykanov se qualifient tandis que Yuri Confortola et Li Wenlong partent en finale B. Friso Emons est avancé en finale B en raison d'une faute de Hiroki Yokoyama, disqualifié. Lim Hyo-jun et Pascal Dion se qualifient ; Sjinkie Knegt est disqualifié pour faute sur Hwang Dae-heon, avancé en finale A. La finale B revient à Charle Cournoyer et Stijn Desmet. Enfin, Lee June-seo et Thibaut Fauconnet passent en finale A, Samuel Girard et Sébastien Lepape en finale B.
En finale A, Hwang Dae-heon et Lim Hyo-jun sont disqualifiés pour avoir fait tomber Thibaut Fauconnet, quatrième, et Pascal Dion, cinquième. Le podium revient à Kazuki Yoshinaga, Lee June-seo et Vladislav Bykanov.

#### 500mmasculin - Deuxième distance
Hwang Dae-heon, Jasper Brunsmann et le Britannique Jack Burrows passent en heats, puis c'est au tour de Lee June-seo, Pascal Dion et Csaba Burjan alors que Brandon Kim tombe et ne finit pas la course. Yu Songnan, Samuel Girard et Artem Kozlov se qualifient ensuite alors que le Polonais Lukasz Kuczynski est disqualifié pour faute. Teppei Kikuchi, Abzal Azhgaliyev et Andrea Cassinelli se qualifient ensuite ; Ethan Treacy tombe. Wu Dajing se qualifie ensuite devant Stijn Desmet et Dennis Visser. Cédrik Blais se qualifie ensuite devant Dmitry Migunov et Keita Watanabe. Dans la septième course préliminaire, Sun Long est disqualifié pour avoir fait tomber German Andres Tirado Oviedo, de la Colombie. Pavel Sitnikov, Denis Nikisha et Jonathan So sont qualifiés. Shaolin Sandor Liu, Adil Galiakhmetov et Mateusz Krzeminski se qualifient alors que Mattia Antonioli est victime d'une chute. Lim Hyo-jun, Shuta Matsudu et Sébastien Lepape se qualifient ensuite. C'est enfin au tour de Sjinkie Knegt, Quentin Fercoq et Vladimir Grigorev de passer en heats alors que Jonathan Moody est disqualifié pour avoir fait tomber l'Australien Joshua Kah.
En heats, les trois premiers de chaque course se qualifient pour les quarts de finale. Shaolin Sandor Liu, Cédrik Blais et Jasper Brunsmann sont les premiers à passer, suivis de Samuel Girard, Lee June-seo et Vladimir Grigorev. Yu Songnan, Csaba Burjan et Teppei Kikuchi se qualifient ensuite alors que Denis Nikisha tombe et est éliminé. Dans la course suivante, Lim Hyo-jun, Abzal Azhgaliyev et Artem Kozlov se qualifient pour le quart de finale. Stijn Desmet et Jack Burrows tombent ; Hwang Dae-heon, Pavel Sitnikov et Andrea Cassinelli se qualifient. Wu Dajing remporte la course suivante devant Sjinkie Knegt et Quentin Fercoq. Sébastien Lepape et Oleh Handei sont réintégrés après les courses de repêchage, ainsi que Denis Nikisha.
Wu Dajing remporte son quart de finale devant Vladimir Grigorev. Abzal Azhgaliyev remporte ensuite le sien devant Artem Kozlov et Sébastien Lepape, tous deux qualifiés, ainsi que Lim Hyo-jun, tombé mais avancé par les juges en raison d'une faute de Cédrik Blais. Samuel Girard et Teppei Kikuchi passent ensuite en demi-finale, puis c'est au tour des Hongrois Shaolin Sandor Liu et de Csaba Burjan alors que Sjinkie Knegt tombe.
Dans la première demi-finale, Abzal Azhgaliyev remporte la course devant Wu Dajing. Csaba Burjan et Sébastien Lepape passent en finale B. Samuel Girard remporte sa demi-finale devant Shaolin Sandor Liu, envoyant Artem Kozlov et Teppei Kikuchi en finale B alors que Lim Hyo-jun est disqualifié pour faute.
En finale, Wu Dajing remporte à nouveau la distance. Cette fois, le deuxième est Abzal Azhgaliyev et le troisième Shaolin Sandor Liu, alors que Samuel Girard échoue en quatrième place.

#### 1 000mmasculin
Shaoang Liu remporte la première course de qualification devant Thomas Hong et Jia Haidong. Itzhak de Laat se qualifie pour les heats avec Yerkebulan Shamukhanov et Li Wenlong ; Charle Cournoyer tombe. Viennent ensuite Hiroki Yokoyama, Charles Hamelin et Mersaid Zhaxybayev, puis Friso Emons, Tristan Navarro et Farrell Treacy. Park Ji-won remporte la cinquième course préliminaire devant Thibaut Fauconnet et Aaron Tran, puis Steven Dubois, Vladislav Bykanov et Kazuki Yoshinaga se qualifient. Kim Gun-woo, Ren Ziwei et Denis Ayrapetyan passent ensuite, puis c'est au tour de Hong Kyung-hwan, Alexander Shulginov et Peter Murphy. Dans la course suivante, Ward Petre et Adam Callister sont tous les deux disqualifiés ; Nurbergen Zhumagaziyev, Tommaso Dotti et Niall Treacy se qualifient. Daan Breeuwsma, Yuri Confortola et Nico Andermann se qualifient enfin.
Denis Ayrapetyan est disqualifié de son heat pour avoir fait tomber Niall Treacy. Thomas Hong, Ren Ziwei et Hiroki Yokoyama se qualifient pour les quarts de finale. Shaoang Liu, Kazuki Yoshinaga et Aaron Tran se qualifient ensuite, puis c'est au tour de Hong Kyung-hwan, Vladislav Bykanov et Li Wenlong. Jia Haidong se qualifie ensuite avec Kim Gun-woo et Yerkebulan Shamukhanov. Nurbergen Zhumagaziyev est disqualifié dans le cinquième heat alors que se qualifient Park Ji-won, Yuri Confortola et Alexander Shulginov. Dans la dernière course, Steven Dubois dépasse Itzhak de Laat et Tommaso Dotti alors que Farrell Treacy est disqualifié. Tristan Navarro, Charle Cournoyer et Thibaut Fauconnet sont repêchés.
Shaoang Liu remporte le premier quart de finale devant Vladislav Bykanov et Itzhak de Laat. Tommaso Dotti est éliminé et Aaron Tran disqualifié pour faute. HIroki Yokoyama et Kazuki Yoshinaga passent ensuite en demi-finale alors que Steven Dubois est disqualifié. Hong Kyng-hwan et Kim Gun-woo se qualifient ensuite, puis c'est au tour de Park Ji-won et Yerkebulan Shamukhanov, alors que Jia Haidong est disqualifié pour une faute sur son compatriote Ren Ziwei, qui est avancé par les juges.
Dans la première demi-finale, Kim Gun-woo est disqualifié pour faute sur Hiroki Yokoyama, qui est avancé en finale. Shaoang Liu et Yerkebulan Shamukhanov se qualifient, Itzhak de Laat part en finale B. Ren Ziwei et Park Ji-won se qualifient ensuite pour la finale A, Hong Kyung-hwan, Vladislav Bykanov et Kazuki Yoshinaga pour la finale B.
C'est Shaoang Liu qui remporte la finale du 1 000 mètres devant Park Ji-won et Ren Ziwei. Hiroki Yokoyama finit quatrième, Yerkebulan Shamukhanov en cinquième et dernière position.

### Relais

#### Relais féminin
L'équipe néerlandaise (Lara van Ruijven, Rianne de Vries, Suzanne Schulting et Yara van Kerkhof) se qualifie en première position devant les Russes et l'équipe du Kazakhstan, tandis que la Hongrie est éliminée de la distance. La deuxième course revient au Canada et à la Chine, alors que les États-Unis et la Pologne sont éliminés. La seule équipe non qualifiée dans la troisième course est celle de la République tchèque, alors que la Corée se qualifie devant le Japon et l'Italie.
Le Canada l'emporte sur la Corée du Sud en demi-finale,, alors que le Kazakhstan part en finale B et que la Chine est disqualifiée pour faute. Les Russes dépassent ensuite les patineuses néerlandaises d'un dixième de seconde, leur assurant une place en finale A, alors que la finale B revient au Japon et à l'Italie.
En finale, la Russie l'emporte sur la Corée du Sud. Les Canadiennes finissent en troisième position avec un nouveau record national à 4 min 5 s 267.

#### Relais masculin
L'équipe coréenne remporte son quart de finale devant les Italiens alors que les Russes (Alexander Shulginov, Denis Ayrapetyan, Konstantin Ivliev et Pavel Sitnikov) sont disqualifiés. Li Wenlong, Ren Ziwei, Sun Long et Yu Songnan, qui représentent la Chine, gagnent la deuxième course devant les Américains tandis que l'équipe britannique est éliminée et que les Polonais sont disqualifiés. L'équipe des Pays-Bas remporte le troisième quart de finale devant les Japonais, éliminant les Français Dmitry Migunov, Sébastien Lepape, Thibaut Fauconnet et Tristan Navarro. Enfin, dans la dernière course, les Hongrois dépassent les Canadiens, éliminant les Kazakhs Abzal Azhgaliyev, Denis Nikisha, Mersaid Zhaxybayev et Nurbergen Zhumagaziyev.
Dans la première demi-finale, les Canadiens battent les Japonais, s'assurant une place en finale à leurs côtés. Les Hongrois sont avancés en finale A avec une disqualification pour faute des Chinois. Les Sud-Coréens et les Néerlandais complètent la finale A, tandis que les Américains et les Italiens échouent en finale B.
La Hongrie remporte finalement la compétition devant les Sud-coréens et les Néerlandais tandis que les Canadiens finissent en quatrième position : après avoir passé la majeure partie de la course en tête, un patineur canadien perd l'équilibre et tombe.

#### Relais mixte
L'équipe néerlandaise se qualifie d'abord devant l'équipe russe, tandis que les Britanniques et les Polonais sont éliminés. Dans la deuxième course, la disqualification de l'équipe de France (Aurélie Monvoisin, Quentin Fercoq, Sébastien Lepape et Véronique Pierron) vaut la qualification du Canada et des États-Unis. Dans la troisième course, la Corée du Sud l'emporte sur la Hongrie en éliminant l'Italie. Enfin, la Chine et le Kazakhstan s'assurent une place aux dépens des équipes japonaise et ukrainienne.
Dans la première demi-finale, la Chine bat la Corée tandis que les patineurs hongrois et russes passent en finale B. De leur côté, les Néerlandais et les Américains se taillent une place en finale devant le Canada et le Kazakhstan.
La Chine remporte à nouveau la course suivante, s'assurant la médaille d'or. Les Néerlandais arrivent en deuxième position et les Sud-coréens complètent le podium.

## Deuxième manche à Salt Lake City: 9 au 11 novembre 2018

### Compétition féminine

#### 1 000m(1)
Dans la première course qualificatrice, Kim Ye-jin gagne devant Erika Lindgren. Moemi Kikuchi est gênée par Cecilia Maffei : cette dernière est disqualifiée, tandis que Kikuchi est avancée en quart de finale. Lara van Ruijven l'emporte ensuite sur Zang Yize tandis que Nicole Botter Gomez tombe et ne finit pas la course. La course suivante voit la qualification de Fan Kexin et de Véronique Pierron. Petra Jaszapati, Maame Biney, Yara van Kerkhof et Emina Malagich se qualifient ensuite ; Alison Desmarais fait une faute qui lui vaut une disqualification, tandis que Petra Rusnakova se qualifie sur la base du « meilleur troisième temps ». Dans la sixième course, Sumire Kikuchi et Kathryn Thomson passent en quart de finale, puis Sofia Prosvirnova passe devant Alyson Charles, et enfin la gagnante de la manche précédente, Suzanne Schulting, passe avec Choi Ji-hyun.
Aux repêchages, Wang Xiran et Nicole Mazur réintègrent la compétition. C'est aussi le cas de Shione Kaminaga, avancée après une faute de Danaé Blais. Dans le premier quart de finale, Zang Yize l'emporte sur Lara van Ruijven ; Yara van Kerkhof s'assure une place en demi-finales grâce à son temps de meilleure troisième. Sofia Prosvirnova et Alyson Charles passent ensuite dans le même ordre qu'en séries éliminatoires, profitant de la disqualification de Wang Xiran. C'est ensuite au tour de Petra Jaszapati d'être disqualifiée pour faute : Emina Malagich est avancée et rejoint Fan Kexin et Véronique Pierron en demi-finale. Enfin, Suzanne Schulting et Kim Ye-jin se qualifient.
Suzanne Schulting remporte la première demi-finale devant Fan Kexin et Alyson Charles, et toutes se qualifient pour la finale A ; Emina Malagich et Kim Ye-jin passent en finale B. Dans la deuxième course, Zang Yize est disqualifiée. Sofia Prosvirnova et Yara van Kerkhof passent en finale A, Véronique Pierron et Lara van Ruijven, victime d'une chute, en finale B.
C'est finalement Suzanne Schulting qui remporte à nouveau la distance ; Sofia Prosvirnova vient en deuxième position tandis que Fan Kexin prend le bronze. Alyson Charles et Yara van Kerkhof finissent respectivement quatrième et cinquième de la distance.
| participant             | pays représenté               | classement           |
| ----------------------- | ----------------------------- | -------------------- |
| Petra Rusnáková (d)     | Slovaquie                     | 13                   |
| Suzanne Schulting       | Pays-Bas                      | 1                    |
| Elena Viviani           | Italie                        | 33                   |
| Danaé Blais             | Canada                        | 30                   |
| Kim Ye-jin              | Corée du Sud                  | 9                    |
| Choi Ji-Hyun (en)       | Corée du Sud                  | 14                   |
| Alison Desmarais (d)    | Canada                        | disqualification (d) |
| Cheyenne Goh            | Singapour                     | 23                   |
| Kexin Fan               | république populaire de Chine | 3                    |
| Olga Tikhonova (d)      | Kazakhstan                    | 26                   |
| Nicole Botter Gomez (d) | Italie                        | 28                   |
| Sofia Prosvirnova       | Russie                        | 2                    |
| Véronique Pierron       | France                        | 7                    |
| Nikola Mazur            | Pologne                       | 19                   |
| Natalia Maliszewska     | Pologne                       | 36                   |
| Elizabeth Johnson (d)   | États-Unis                    | 25                   |
| Danielle Amos (d)       | États-Unis                    | 27                   |
| Milada Doslá (d)        | Tchéquie                      | 32                   |
| Cecilia Maffei          | Italie                        | disqualification (d) |
| Sára Bácskai            | Hongrie                       | 22                   |
| Caroline Murphy (d)     | Luxembourg                    | 29                   |
| Mariya Dolgopolova (en) | Ukraine                       | 34                   |
| Alyson Charles          | Canada                        | 4                    |
| Patrycja Maliszewska    | Pologne                       | 24                   |
| Vera Rasskazova (d)     | Russie                        | 37                   |
| Lara van Ruijven        | Pays-Bas                      | 6                    |
| Wang Xiran (d)          | république populaire de Chine | 21                   |
| Kathryn Thomson         | Royaume-Uni                   | 15                   |
| Erika Lindgren (d)      | Suède                         | 12                   |
| Maame Biney             | États-Unis                    | 17                   |
| Yara van Kerkhof        | Pays-Bas                      | 5                    |
| Michaela Kuncírová (d)  | Tchéquie                      | 31                   |
| Shione Kaminaga         | Japon                         | 18                   |
| Emina Malagich          | Russie                        | 8                    |
| Zang Yize               | république populaire de Chine | 10                   |
| Petra Jászapáti         | Hongrie                       | 20                   |
| Moemi Kikuchi (d)       | Japon                         | 16                   |
| Sumire Kikuchi          | Japon                         | 11                   |
| Márta Knoch (d)         | Hongrie                       | 35                   |

#### 1 500m
Dans le premier quart de finale, Avalon Aardoom chute tandis qu'Ekaterina Efremenkova, Yuki Kikuchi et Li Xuan se qualifient pour la demi-finale. No Ah-rum remporte la deuxième course devant Ekaterina Konstantinova. Dans la troisième course, Kristen Santos est disqualifié pour faute ; Kim Ji-yoo, Hanne Desmet et Aurélie Monvoisin passent en demi-finale. C'est ensuite au tour de Courtney Sarault et Rianne de Vries. Han Yutong, Camille de Serres-Rainville et Cynthia Mascitto se qualifient alors que Kamila Stormowska chute. Les six dernières qualifiées sont Choi Min-jeong, Hitomi Saito, Michaela Sejpalova, Li Jinyu, Anna Seidel et Claudia Gagnon. Ami Hirai et Rebeka Scilizei-Nemet réintègrent enfin la compétition après les courses de repêchage.
Kim Ji-yoo remporte la première demi-finale devant Camille de Serres-Rainville. C'est ensuite au tour de Choi Min-jeong et Yuki Kikuchi, ainsi que Rianne de Vries, de passer en finale A. Dans la dernière demi-finale, Ekaterina Efremenkova remporte la course devant Li Xuan.
Choi Min-jeong remporte la distance devant sa compatriote Kim Ji-yoo et la Chinoise Li Xuan. Ekaterina Efremenkova est disqualifiée pour faute. Min-jeong, blessée au genou pendant l'été et ayant reçu des résultats décevants pendant la première manche de la compétition, dit avoir « eu de la chance » et affirme que son véritable objectif sera les Championnats du monde de patinage de vitesse sur piste courte 2019.
| participant                 | pays représenté               | classement           |
| --------------------------- | ----------------------------- | -------------------- |
| Kamila Stormowska           | Pologne                       | 31                   |
| Hanne Desmet                | Belgique                      | 9                    |
| Courtney Sarault            | Canada                        | 20                   |
| Karolina Milkowska (d)      | Pologne                       | 29                   |
| Aurélie Monvoisin           | France                        | 10                   |
| Arianna Sighel              | Italie                        | 33                   |
| Li Xuan                     | république populaire de Chine | 3                    |
| Ekaterina Konstantinova     | Russie                        | 11                   |
| Rebeka Sziliczei-Nemet (d)  | Pologne                       | 13                   |
| Michaela Hrůzová            | Tchéquie                      | 15                   |
| Yuliia Beresneva (d)        | Russie                        | 32                   |
| Avalon Aardoom (d)          | Pays-Bas                      | 22                   |
| Barbara Somogyi (d)         | Hongrie                       | 25                   |
| Cynthia Mascitto            | Italie                        | 19                   |
| Jamie Jurak (d)             | États-Unis                    | 27                   |
| Patrycja Markiewicz (d)     | Pologne                       | 28                   |
| Yuki Kikuchi (en)           | Japon                         | 6                    |
| Han Yutong                  | république populaire de Chine | 21                   |
| Martina Valcepina           | Italie                        | 34                   |
| Anna Seidel                 | Allemagne                     | 12                   |
| Li Jinyu                    | république populaire de Chine | 8                    |
| Ekaterina Efremenkova       | Russie                        | 7                    |
| Noh Ah-Reum (en)            | Corée du Sud                  | 14                   |
| Mariia Uzakova (d)          | Ukraine                       | 30                   |
| Kim Iong-a (en)             | Kazakhstan                    | 26                   |
| Kristen Santos-Griswold     | États-Unis                    | disqualification (d) |
| Corinne Stoddard            | États-Unis                    | 23                   |
| Camille de Serres-Rainville | Canada                        | 5                    |
| Choi Min-jeong              | Corée du Sud                  | 1                    |
| Ami Hirai (d)               | Japon                         | 18                   |
| Kim Ji-yoo                  | Corée du Sud                  | 2                    |
| Claudia Gagnon              | Canada                        | 17                   |
| Rianne de Vries             | Pays-Bas                      | 4                    |
| Hitomi Saito (en)           | Japon                         | 16                   |
| Petra Vankova (d)           | Tchéquie                      | 24                   |

#### 1 000m(2)
Kim Ji-yoo remporte sa course devant Véronique Pierron, tandis que Yuliia Beresneva. Dans le deuxième quart de finale, c'est Rianne de Vries qui finit première devant Arianna Sighel. Hanne Desmet reçoit un carton jaune pour avoir gêné Kamila Stormowska et Choi Ji-hyun, qui sont toutes les deux avancées au tour suivant par les juges. Cecilia Maffei se qualifie devant Avalon Aardoom, puis Noh Ah-rum se qualifie devant Sara Backsai. Dans la course suivante, Claudia Gagnon est disqualifiée pour avoir gêné Ami Hirai, avancée en demi-finale avec Ekaterina Konbstantinoa et Anna Seidel, alors que Han Yutong chute sans être repêchée par les juges. Kristen Santos et Yuki Kikuchi se qualifient ensuite alors que Vera Rasskazova tombe. Dans la dernière course, Corinne Stoddard est disqualifiée ; Courtney Sarault, Wang Xiran et Kim Iong-a passent en fin en demi-finale, avec Kim avancée par les juges en raison de la faute de Stoddard. Alyson Charles est repêchée avec Hitomi Saito.
Véronique Pierron remporte son premier quart de finale devant Ami Hirai alors que Kamila Stormowska et Ekaterina Konstantinova sont disqualifiées. Alyson Charles gagne la deuxième course, se qualifiant avec Kristen Santos et Rianne de Vries. Anna Seidel finit première du troisième quart de finale devant Kim Iong-A. Enfin, Courtney Sarault se qualifie pour la demi-finale avec Noh Ah-rum et Yuki Kikuchi.
Dans la première demi-finale de la compétition, Courtney Sarault fait une faute et est disqualifiée, alors qu'Alyson Charles, Kristen Santos et Rianne de Vries s'assurent une place en finale et qu'Ami Hirai finit en finale B. Anna Seidel remporte sa demi-finale devant Noh Ah-rum, la finale B revenant à Yuki Kikuchi, Véronique Pierron et Kim Iong-a.
Alyson Charles prend la tête de la course après quatre tours de piste et garde sa première place jusqu'à la fin de la distance, remportant l'or. Elle termine la course trois millièmes de seconde devant l'Allemande Anna Seidel et le Coréen Noh Ah-rum, tandis que Kristen Santos est disqualifiée pour faute.
| participant             | pays représenté               | classement           |
| ----------------------- | ----------------------------- | -------------------- |
| Kamila Stormowska       | Pologne                       | 20                   |
| Hanne Desmet            | Belgique                      | carton jaune         |
| Kristen Santos-Griswold | États-Unis                    | 5                    |
| Choi Ji-Hyun (en)       | Corée du Sud                  | 12                   |
| Noh Ah-Reum (en)        | Corée du Sud                  | 3                    |
| Petra Vankova (d)       | Tchéquie                      | 29                   |
| Li Xuan                 | république populaire de Chine | 22                   |
| Véronique Pierron       | France                        | 6                    |
| Sára Bácskai            | Hongrie                       | 14                   |
| Ekaterina Konstantinova | Russie                        | 19                   |
| Michaela Hrůzová        | Tchéquie                      | 23                   |
| Yuliia Beresneva (d)    | Russie                        | disqualification (d) |
| Alyson Charles          | Canada                        | 1                    |
| Avalon Aardoom (d)      | Pays-Bas                      | 15                   |
| Barbara Somogyi (d)     | Hongrie                       | 28                   |
| Kim Iong-a (en)         | Kazakhstan                    | 9                    |
| Jamie Jurak (d)         | États-Unis                    | 26                   |
| Patrycja Markiewicz (d) | Pologne                       | 24                   |
| Yuki Kikuchi (en)       | Japon                         | 7                    |
| Han Yutong              | république populaire de Chine | n'a pas terminé      |
| Vera Rasskazova (d)     | Russie                        | 30                   |
| Courtney Sarault        | Canada                        | 10                   |
| Wang Xiran (d)          | république populaire de Chine | 17                   |
| Mariia Uzakova (d)      | Ukraine                       | 25                   |
| Cecilia Maffei          | Italie                        | 16                   |
| Cynthia Mascitto        | Italie                        | 21                   |
| Corinne Stoddard        | États-Unis                    | disqualification (d) |
| Karolina Milkowska (d)  | Pologne                       | 27                   |
| Hitomi Saito (en)       | Japon                         | 18                   |
| Anna Seidel             | Allemagne                     | 2                    |
| Kim Ji-yoo              | Corée du Sud                  | 13                   |
| Claudia Gagnon          | Canada                        | disqualification (d) |
| Rianne de Vries         | Pays-Bas                      | 4                    |
| Arianna Sighel          | Italie                        | 11                   |
| Ami Hirai (d)           | Japon                         | 8                    |

#### 500m
| participant                 | pays représenté               | classement |
| --------------------------- | ----------------------------- | ---------- |
| Petra Rusnáková (d)         | Slovaquie                     | 22         |
| Suzanne Schulting           | Pays-Bas                      | 2          |
| Shione Kaminaga             | Japon                         | 27         |
| Danaé Blais                 | Canada                        | 7          |
| Kim Ye-jin                  | Corée du Sud                  | 17         |
| Alison Desmarais (d)        | Canada                        | 25         |
| Martina Valcepina           | Italie                        | 4          |
| Cheyenne Goh                | Singapour                     | 34         |
| Aurélie Monvoisin           | France                        | 20         |
| Olga Tikhonova (d)          | Kazakhstan                    | 36         |
| Nicole Botter Gomez (d)     | Italie                        | 19         |
| Sofia Prosvirnova           | Russie                        | 10         |
| Nikola Mazur                | Pologne                       | 21         |
| Natalia Maliszewska         | Pologne                       | 1          |
| Rebeka Sziliczei-Nemet (d)  | Hongrie                       | 31         |
| Elizabeth Johnson (d)       | États-Unis                    | 37         |
| Danielle Amos (d)           | États-Unis                    | 38         |
| Milada Doslá (d)            | Tchéquie                      | 35         |
| Moemi Kikuchi (d)           | Japon                         | 39         |
| Márta Knoch (d)             | Hongrie                       | 29         |
| Caroline Murphy (d)         | Luxembourg                    | 33         |
| Kexin Fan                   | république populaire de Chine | 3          |
| Ekaterina Efremenkova       | Russie                        | 11         |
| Patrycja Maliszewska        | Pologne                       | 30         |
| Zang Yize                   | république populaire de Chine | 26         |
| Lara van Ruijven            | Pays-Bas                      | 18         |
| Mariya Dolgopolova (en)     | Ukraine                       | 32         |
| Kathryn Thomson             | Royaume-Uni                   | 24         |
| Erika Lindgren (d)          | Suède                         | 12         |
| Maame Biney                 | États-Unis                    | 9          |
| Li Jinyu                    | république populaire de Chine | 15         |
| Camille de Serres-Rainville | Canada                        | 16         |
| Choi Min-jeong              | Corée du Sud                  | 8          |
| Yara van Kerkhof            | Pays-Bas                      | 5          |
| Sumire Kikuchi              | Japon                         | 14         |
| Petra Jászapáti             | Hongrie                       | 13         |
| Emina Malagich              | Russie                        | 6          |
| Elena Viviani               | Italie                        | 28         |
| Michaela Kuncírová (d)      | Tchéquie                      | 23         |

### Compétition masculine

#### 1 000m(1)
| participant            | pays représenté               | classement           |
| ---------------------- | ----------------------------- | -------------------- |
| Szymon Wilczyk (d)     | Pologne                       | 34                   |
| Artem Kozlov (d)       | Russie                        | 10                   |
| Jonathan Moody (d)     | Royaume-Uni                   | 30                   |
| Kim Gun-woo (d)        | Corée du Sud                  | 5                    |
| Nicolas Laborde (d)    | Colombie                      | 40                   |
| Sean McAnuff (d)       | Irlande                       | 35                   |
| Aaron Heo (d)          | États-Unis                    | 27                   |
| Marco Giordano (d)     | Italie                        | 38                   |
| Park Ji-won            | Corée du Sud                  | 3                    |
| Brandon Kim (en)       | États-Unis                    | 14                   |
| Shaolin Sándor Liu     | Hongrie                       | 1                    |
| Joshua Kah (d)         | Australie                     | 32                   |
| Hijiri Iwashita (d)    | Japon                         | 16                   |
| Hwang Dae-heon         | Corée du Sud                  | non partant (d)      |
| Nikita Nemiro (d)      | Ukraine                       | 29                   |
| Augustin Géré (d)      | Luxembourg                    | 26                   |
| Cédrik Blais (d)       | Canada                        | disqualification (d) |
| Dylan Hoogerwerf       | Pays-Bas                      | 13                   |
| Shuta Matsudu (d)      | Japon                         | disqualification (d) |
| Quentin Fercoq         | France                        | 21                   |
| Mersaid Zhaxybayev (d) | Kazakhstan                    | 24                   |
| Thomas Insuk Hong      | États-Unis                    | 7                    |
| Alex Varnyú (en)       | Hongrie                       | 8                    |
| Ward Pétré             | Belgique                      | 41                   |
| Mattia Antonioli (d)   | Italie                        | 28                   |
| Davide Viscardi (en)   | Italie                        | 23                   |
| Rafal Anikiej (d)      | Pologne                       | 33                   |
| Shaoang Liu            | Hongrie                       | 6                    |
| Charle Cournoyer       | Canada                        | 4                    |
| Skyler Kah (d)         | Australie                     | 39                   |
| Aleksandr Shulginov    | Russie                        | 11                   |
| Denis Nikisha          | Kazakhstan                    | 12                   |
| Julian Macaraeg        | Philippines                   | 36                   |
| Ethan Treacy (d)       | Royaume-Uni                   | 31                   |
| Lukasz Kuczynski (en)  | Pologne                       | 37                   |
| Samuel Girard          | Canada                        | 20                   |
| Dennis Visser          | Pays-Bas                      | 22                   |
| Daan Breeuwsma         | Pays-Bas                      | 17                   |
| Dmitri Migounov        | France                        | 25                   |
| Teppei Kikuchi (d)     | Japon                         | 19                   |
| Adrian Lüdtke (d)      | Allemagne                     | 42                   |
| Tristan Navarro        | France                        | 43                   |
| Wu Dajing              | république populaire de Chine | 9                    |
| Ren Ziwei              | république populaire de Chine | 2                    |
| Konstantine Ivliev     | Russie                        | 18                   |
| Jia Haidong (d)        | république populaire de Chine | 15                   |

#### 1 500m
En demi-finale, un patineur coréen casse une lame des patins de Charles Hamelin au cours d'une collision.
| participant                 | pays représenté               | classement |
| --------------------------- | ----------------------------- | ---------- |
| Wang Pengyu (d)             | république populaire de Chine | 7          |
| Stijn Desmet                | Belgique                      | 31         |
| Lim Hyo-jun                 | Corée du Sud                  | 20         |
| Jonathan So (d)             | États-Unis                    | 29         |
| Vladimir Grigorev           | Russie                        | 16         |
| Yuri Confortola             | Italie                        | 25         |
| Keita Watanabe              | Japon                         | 4          |
| Sebastien Lepape            | France                        | 15         |
| Cole William Isaac Krueger  | Hongrie                       | 27         |
| Sjinkie Knegt               | Pays-Bas                      | 1          |
| Billy Simms (d)             | Royaume-Uni                   | 33         |
| Vladislav Bykanov           | Russie                        | 16         |
| Thibaut Fauconnet           | France                        | 7          |
| Tommaso Dotti               | Italie                        | 23         |
| Nurtilek Kazhgali (d)       | Kazakhstan                    | 36         |
| Andrea Cassinelli           | Italie                        | 26         |
| Peter Murphy (d)            | Luxembourg                    | 37         |
| Christoph Schubert (d)      | Allemagne                     | 35         |
| Andy Jung (en)              | Australie                     | 44         |
| Mateusz Krzemiński (d)      | Pologne                       | 39         |
| Hong Kyung-hwan             | Corée du Sud                  | 11         |
| Yu Songnan (d)              | république populaire de Chine | 17         |
| Aaron Tran (en)             | États-Unis                    | 13         |
| Denis Aïrapetian            | Russie                        | 21         |
| Sidney Chu (en)             | Hong Kong                     | 42         |
| Lee June-seo                | Corée du Sud                  | 2          |
| Friso Emons (d)             | Pays-Bas                      | 14         |
| Li Wenlong                  | république populaire de Chine | 22         |
| Oleh Handei (en)            | Ukraine                       | 41         |
| Karol Niescier (d)          | Pologne                       | 34         |
| Marc Gonzales (d)           | Philippines                   | 38         |
| Pavel Sitnikov              | Russie                        | 32         |
| Kazuki Yoshinaga            | Japon                         | 19         |
| Farrell Treacy              | Royaume-Uni                   | 30         |
| Adam Callister (d)          | États-Unis                    | 28         |
| Yerkebulan Shamukhanov (en) | Kazakhstan                    | 18         |
| Pawel Adamski (d)           | Pologne                       | 40         |
| Itzhak de Laat              | Pays-Bas                      | 24         |
| Pascal Dion                 | Canada                        | 5          |
| Csaba Burján                | Hongrie                       | 9          |
| Niall Treacy                | Royaume-Uni                   | 43         |
| Steven Dubois               | Canada                        | 3          |
| Hiroki Yokoyama             | Japon                         | 6          |
| Charles Hamelin             | Canada                        | 10         |

#### 1 000m(2)
| participant                 | pays représenté               | classement           |
| --------------------------- | ----------------------------- | -------------------- |
| Wang Pengyu (d)             | république populaire de Chine | 6                    |
| Jonathan So (d)             | États-Unis                    | carton jaune         |
| Farrell Treacy              | Royaume-Uni                   | 40                   |
| Yuri Confortola             | Italie                        | 9                    |
| Itzhak de Laat              | Pays-Bas                      | 22                   |
| Niall Treacy                | Royaume-Uni                   | 31                   |
| Cole William Isaac Krueger  | Hongrie                       | 23                   |
| Joshua Kah (d)              | Australie                     | 36                   |
| Marc Gonzales (d)           | Philippines                   | 38                   |
| Vladislav Bykanov           | Israël                        | 7                    |
| Thibaut Fauconnet           | France                        | 2                    |
| Tommaso Dotti               | Italie                        | 19                   |
| Nurtilek Kazhgali (d)       | Kazakhstan                    | 26                   |
| Sidney Chu (en)             | Hong Kong                     | 33                   |
| Dennis Visser               | Pays-Bas                      | 11                   |
| Pavel Sitnikov              | Russie                        | 12                   |
| Christoph Schubert (d)      | Allemagne                     | 34                   |
| Mateusz Krzemiński (d)      | Pologne                       | 29                   |
| Hong Kyung-hwan             | Corée du Sud                  | 1                    |
| Yu Songnan (d)              | république populaire de Chine | 41                   |
| Ward Pétré                  | Belgique                      | 27                   |
| Billy Simms (d)             | Royaume-Uni                   | 32                   |
| Aaron Tran (en)             | États-Unis                    | 5                    |
| Denis Aïrapetian            | Russie                        | 3                    |
| Kim Gun-woo (d)             | Corée du Sud                  | 10                   |
| Hiroki Yokoyama             | Japon                         | 17                   |
| Oleh Handei (en)            | Ukraine                       | 28                   |
| Li Wenlong                  | république populaire de Chine | 15                   |
| Alex Varnyú (en)            | Hongrie                       | 21                   |
| Karol Niescier (d)          | Pologne                       | 35                   |
| Peter Murphy (d)            | Luxembourg                    | 30                   |
| Adam Callister (d)          | États-Unis                    | disqualification (d) |
| Kazuki Yoshinaga            | Japon                         | 4                    |
| Sebastien Lepape            | France                        | 14                   |
| Pawel Adamski (d)           | Pologne                       | 37                   |
| Yerkebulan Shamukhanov (en) | Kazakhstan                    | 25                   |
| Charle Cournoyer            | Canada                        | 20                   |
| Aleksandr Shulginov         | Russie                        | 18                   |
| Pascal Dion                 | Canada                        | 13                   |
| Tristan Navarro             | France                        | 39                   |
| Friso Emons (d)             | Pays-Bas                      | 16                   |
| Steven Dubois               | Canada                        | disqualification (d) |
| Davide Viscardi (en)        | Italie                        | 24                   |
| Keita Watanabe              | Japon                         | 8                    |

#### 500m
Charles Hamelin est avancé en finale.
| participant            | pays représenté               | classement |
| ---------------------- | ----------------------------- | ---------- |
| Szymon Wilczyk (d)     | Pologne                       | 26         |
| Stijn Desmet           | Belgique                      | 14         |
| Artem Kozlov (d)       | Russie                        | 10         |
| Lim Hyo-jun            | Corée du Sud                  | 2          |
| Jonathan Moody (d)     | Royaume-Uni                   | 34         |
| Vladimir Grigorev      | Russie                        | 19         |
| Nicolas Laborde (d)    | Cologne                       | 39         |
| Sean McAnuff (d)       | Irlande                       | 32         |
| Aaron Heo (d)          | États-Unis                    | 30         |
| Marco Giordano (d)     | Italie                        | 36         |
| Park Ji-won            | Corée du Sud                  | 22         |
| Brandon Kim (en)       | États-Unis                    | 29         |
| Shaolin Sándor Liu     | Hongrie                       | 9          |
| Sjinkie Knegt          | Pays-Bas                      | 12         |
| Hijiri Iwashita (d)    | Japon                         | 31         |
| Nikita Nemiro (d)      | Ukraine                       | 38         |
| Augustin Géré (d)      | Luxembourg                    | 28         |
| Cédrik Blais (d)       | Canada                        | 13         |
| Konstantine Ivliev     | Russie                        | 21         |
| Andrea Cassinelli      | Italie                        | 43         |
| Quentin Fercoq         | France                        | 7          |
| Mersaid Zhaxybayev (d) | Kazakhstan                    | 23         |
| Andy Jung (en)         | Australie                     | 44         |
| Thomas Insuk Hong      | États-Unis                    | 15         |
| Denis Nikisha          | Kazakhstan                    | 4          |
| Mattia Antonioli (d)   | Italie                        | 25         |
| Rafal Anikiej (d)      | Pologne                       | 41         |
| Csaba Burján           | Hongrie                       | 16         |
| Dylan Hoogerwerf       | Pays-Bas                      | 24         |
| Jia Haidong (d)        | république populaire de Chine | 17         |
| Julian Macaraeg        | Philippines                   | 40         |
| Ethan Treacy (d)       | Royaume-Uni                   | 42         |
| Samuel Girard          | Canada                        | 11         |
| Daan Breeuwsma         | Pays-Bas                      | 33         |
| Shaoang Liu            | Hongrie                       | 3          |
| Lee June-seo           | Corée du Sud                  | 8          |
| Dmitri Migounov        | France                        | 20         |
| Teppei Kikuchi (d)     | Japon                         | 18         |
| Charles Hamelin        | Canada                        | 5          |
| Skyler Kah (d)         | Australie                     | 37         |
| Wu Dajing              | république populaire de Chine | 1          |
| Shuta Matsudu (d)      | Japon                         | 27         |
| Lukasz Kuczynski (en)  | Pologne                       | 35         |
| Ren Ziwei              | république populaire de Chine | 6          |

### Relais

#### Relais féminin
| participant                   | pays représenté | membres de l'équipe                                                            | classement           |
| ----------------------------- | --------------- | ------------------------------------------------------------------------------ | -------------------- |
| Corée du Sud                  |                 | Choi Ji-Hyun (en) Choi Min-jeong Kim Ji-yoo Noh Ah-Reum (en)                   | 1                    |
| république populaire de Chine |                 | Kexin Fan Li Jinyu Wang Xiran (d) Zang Yize                                    | 7                    |
| États-Unis                    |                 | Danielle Amos (d) Maame Biney Kristen Santos-Griswold Corinne Stoddard         | 8                    |
| Canada                        |                 | Alyson Charles Camille de Serres-Rainville Claudia Gagnon Courtney Sarault     | 9                    |
| Pologne                       |                 | Natalia Maliszewska Patrycja Maliszewska Nikola Mazur Kamila Stormowska        | 6                    |
| Pays-Bas                      |                 | Rianne de Vries Suzanne Schulting Yara van Kerkhof Lara van Ruijven            | 4                    |
| Italie                        |                 | Cecilia Maffei Arianna Sighel Martina Valcepina Elena Viviani                  | disqualification (d) |
| Tchéquie                      |                 | Milada Doslá (d) Michaela Kuncírová (d) Michaela Hrůzová Petra Vankova (d)     | 10                   |
| Hongrie                       |                 | Sára Bácskai Petra Jászapáti Márta Knoch (d) Rebeka Sziliczei-Nemet (d)        | 5                    |
| Japon                         |                 | Moemi Kikuchi (d) Sumire Kikuchi Yuki Kikuchi (en) Hitomi Saito (en)           | 3                    |
| Russie                        |                 | Ekaterina Efremenkova Ekaterina Konstantinova Emina Malagich Sofia Prosvirnova | 2                    |

#### Relais masculin
En demi-finale, le Canada est disqualifié en raison d'un problème de trajectoire de Charles Hamelin.
| participant                   | pays représenté | membres de l'équipe                                                                    | classement           |
| ----------------------------- | --------------- | -------------------------------------------------------------------------------------- | -------------------- |
| Russie                        |                 | Denis Aïrapetian Aleksandr Shulginov Pavel Sitnikov Konstantine Ivliev                 | 3                    |
| république populaire de Chine |                 | Jia Haidong (d) Ren Ziwei Wu Dajing Yu Songnan (d)                                     | 2                    |
| États-Unis                    |                 | Aaron Heo (d) Thomas Insuk Hong Jonathan So (d) Aaron Tran (en)                        | 9                    |
| Italie                        |                 | Mattia Antonioli (d) Andrea Cassinelli Yuri Confortola Tommaso Dotti                   | 4                    |
| Canada                        |                 | Charle Cournoyer Pascal Dion Steven Dubois Charles Hamelin                             | 6                    |
| Japon                         |                 | Hijiri Iwashita (d) Keita Watanabe Hiroki Yokoyama Kazuki Yoshinaga                    | 7                    |
| Pologne                       |                 | Pawel Adamski (d) Rafal Anikiej (d) Mateusz Krzemiński (d) Szymon Wilczyk (d)          | 5                    |
| Corée du Sud                  |                 | Hwang Dae-heon Kim Gun-woo (d) Lim Hyo-jun Park Ji-won                                 | 11                   |
| Pays-Bas                      |                 | Daan Breeuwsma Itzhak de Laat Sjinkie Knegt Dennis Visser                              | 10                   |
| France                        |                 | Thibaut Fauconnet Quentin Fercoq Sebastien Lepape Tristan Navarro                      | 8                    |
| Hongrie                       |                 | Csaba Burján Shaoang Liu Shaolin Sándor Liu Alex Varnyú (en)                           | 1                    |
| Royaume-Uni                   |                 | Jonathan Moody (d) Billy Simms (d) Ethan Treacy (d) Farrell Treacy                     | 12                   |
| Kazakhstan                    |                 | Nurtilek Kazhgali (d) Denis Nikisha Yerkebulan Shamukhanov (en) Mersaid Zhaxybayev (d) | disqualification (d) |

#### Relais mixte
Les patineurs français remportent le bronze.
Le Canada remporte la finale B.
| participant                   | pays représenté | membres de l'équipe                                                               | classement           |
| ----------------------------- | --------------- | --------------------------------------------------------------------------------- | -------------------- |
| Russie                        |                 | Yuliia Beresneva (d) Vladimir Grigorev Ekaterina Konstantinova Artem Kozlov (d)   | 7                    |
| république populaire de Chine |                 | Kexin Fan Jin-Yu Li Ren Ziwei Yu Songnan (d)                                      | 4                    |
| États-Unis                    |                 | Maame Biney Thomas Insuk Hong Kristen Santos-Griswold Aaron Tran (en)             | 8                    |
| Pays-Bas                      |                 | Daan Breeuwsma Sjinkie Knegt Suzanne Schulting Lara van Ruijven                   | 2                    |
| Corée du Sud                  |                 | Choi Ji-Hyun (en) Hong Kyung-hwan Kim Ye-jin Lee June-seo                         | 11                   |
| Kazakhstan                    |                 | Kim Iong-a (en) Denis Nikisha Mersaid Zhaxybayev (d) Olga Tikhonova (d)           | disqualification (d) |
| Ukraine                       |                 | Mariya Dolgopolova (en) Oleh Handei (en) Nikita Nemiro (d) Mariia Uzakova (d)     | 10                   |
| Pologne                       |                 | Lukasz Kuczynski (en) Natalia Maliszewska Patrycja Maliszewska Szymon Wilczyk (d) | 6                    |
| Japon                         |                 | Moemi Kikuchi (d) Teppei Kikuchi (d) Hitomi Saito (en) Hiroki Yokoyama            | 9                    |
| Italie                        |                 | Nicole Botter Gomez (d) Cynthia Mascitto Tommaso Dotti Davide Viscardi (en)       | disqualification (d) |
| France                        |                 | Quentin Fercoq Sebastien Lepape Aurélie Monvoisin Véronique Pierron               | 3                    |
| Hongrie                       |                 | Sára Bácskai Petra Jászapáti Shaoang Liu Shaolin Sándor Liu                       | 1                    |
| Royaume-Uni                   |                 | Elise Christie Billy Simms (d) Kathryn Thomson Farrell Treacy                     | disqualification (d) |
| Canada                        |                 | Alyson Charles Cédrik Blais (d) Camille de Serres-Rainville Steven Dubois         | 5                    |

## Podiums

### Première manche
| Épreuves       | Or                                                                                    | Argent                                                                  | Bronze                                                                            |
| -------------- | ------------------------------------------------------------------------------------- | ----------------------------------------------------------------------- | --------------------------------------------------------------------------------- |
| Hommes         |                                                                                       |                                                                         |                                                                                   |
| 500 m          | Wu Dajing                                                                             | Shaoang Liu                                                             | Kim Gun-woo                                                                       |
| 1 000 m        | Shaoang Liu                                                                           | Park Ji-won                                                             | Ren Ziwei                                                                         |
| 1 500 m        | Kazuki Yoshinaga                                                                      | Lee June-seo                                                            | Vladislav Bykanov                                                                 |
| 500 m (2)      | Wu Dajing                                                                             | Abzal Azhgaliyev                                                        | Shaolin Sándor Liu                                                                |
| relais 5 000 m | Hongrie Cole Krueger Csaba Burján Shaoang Liu Shaolin Sándor Liu                      | Corée du Sud Hong Kyung-hwan Lee June-seo Lim Hyo-jun Park Ji-won       | Pays-Bas Daan Breeuwsma Dennis Visser Itzhak de Laat Sjinkie Knegt                |
| Femmes         |                                                                                       |                                                                         |                                                                                   |
| 500 m          | Natalia Maliszewska                                                                   | Yara van Kerkhof                                                        | Alyson Charles                                                                    |
| 1 000 m        | Suzanne Schulting                                                                     | Sofia Prosvirnova                                                       | Véronique Pierron                                                                 |
| 1 500 m        | Suzanne Schulting                                                                     | Courtney Sarault                                                        | Ekaterina Efremenkova                                                             |
| 500 m (2)      | Lara van Ruijven                                                                      | Fan Kexin                                                               | Alyson Charles                                                                    |
| relais 3 000 m | Russie Ekaterina Efremenkova Ekaterina Konstantinova Emina Malagich Sofia Prosvirnova | Corée du Sud Choi Min-jeong Kim Ji-yoo Kim Ye-jin Shim Suk-hee          | Canada Alyson Charles Camille de Serres-Rainville Claudia Gagnon Courtney Sarault |
| Mixte          |                                                                                       |                                                                         |                                                                                   |
| 2 000 m relais | Chine Fan Kexin Li Jinyu Ren Ziwei Wu Dajing                                          | Pays-Bas Daan Breeuwsma Rianne de Vries Sjinkie Knegt Suzanne Schulting | Corée du Sud Choi Min-jeong Kim Ye-jin Lee June-seo Park Ji-won                   |

### Deuxième manche
| Épreuves       | Or                                                                                    | Argent                                                                   | Bronze                                                                       |
| -------------- | ------------------------------------------------------------------------------------- | ------------------------------------------------------------------------ | ---------------------------------------------------------------------------- |
| Hommes         |                                                                                       |                                                                          |                                                                              |
| 500 m          | Wu Dajing                                                                             | Lim Hyo-jun                                                              | Shaoang Liu                                                                  |
| 1 000 m        | Shaolin Sándor Liu                                                                    | Ren Ziwei                                                                | Park Ji-won                                                                  |
| 1 500 m        | Sjinkie Knegt                                                                         | Lee June-seo                                                             | Steven Dubois                                                                |
| 1 000 m (2)    | Hong Kyung-hwan                                                                       | Thibaut Fauconnet                                                        | Denis Aïrapetian                                                             |
| relais 5 000 m | Hongrie Alex Varnyu Csaba Burján Shaoang Liu Shaolin Sándor Liu                       | Chine Jia Haidong Ren Ziwei Wu Dajing Yu Songnan                         | Russie Denis Aïrapetian Konstantin Ivliev Alexander Shulginov Pavel Sitnikov |
| Femmes         |                                                                                       |                                                                          |                                                                              |
| 500 m          | Natalia Maliszewska                                                                   | Suzanne Schulting                                                        | Fan Kexin                                                                    |
| 1 000 m        | Suzanne Schulting                                                                     | Sofia Prosvirnova                                                        | Fan Kexin                                                                    |
| 1 500 m        | Choi Min-jeong                                                                        | Kim Ji-yoo                                                               | Li Xuan                                                                      |
| 1 000 m (2)    | Alyson Charles                                                                        | Anna Seidel                                                              | Noh Ah-rum                                                                   |
| relais 3 000 m | Russie Ekaterina Efremenkova Ekaterina Konstantinova Emina Malagich Sofia Prosvirnova | Corée du Sud Choi Min-jeong Kim Ji-yoo Choi Ji-hyun Noh Ah-rum           | Japon Moemi Kikuchi Sumire Kikuchi Yuki Kikuchi Hitomi Saitō                 |
| Mixte          |                                                                                       |                                                                          |                                                                              |
| 2 000 m relais | Hongrie Sára Bácskai Petra Jászapáti Shaolin Sándor Liu Shaoang Liu                   | Pays-Bas Daan Breeuwsma Lara van Ruijven Sjinkie Knegt Suzanne Schulting | France Quentin Fercoq Sébastien Lepape Aurélie Monvoisin Véronique Pierron   |

### Troisième manche
| Épreuves       | Or                                                                           | Argent                                                            | Bronze                                                                   |
| -------------- | ---------------------------------------------------------------------------- | ----------------------------------------------------------------- | ------------------------------------------------------------------------ |
| Hommes         |                                                                              |                                                                   |                                                                          |
| 500 m          | Samuel Girard                                                                | Shaoang Liu                                                       | Abzal Azhgaliyev                                                         |
| 1 000 m        | Shaoang Liu                                                                  | Sjinkie Knegt                                                     | Lee June-seo                                                             |
| 1 500 m        | Lim Hyo-jun                                                                  | Kim Gun-woo                                                       | Hwang Dae-heon                                                           |
| 1 500 m (2)    | Kim Gun-woo                                                                  | Hong Kyung-hwan                                                   | Lee June-seo                                                             |
| relais 5 000 m | Pays-Bas Daan Breeuwsma Itzhak de Laat Sjinkie Knegt Dennis Visser           | Canada Pascal Dion Steven Dubois Samuel Girard Charles Hamelin    | Chine An Kai Sun Long Xu Hongzhi Yu Songnan                              |
| Femmes         |                                                                              |                                                                   |                                                                          |
| 500 m          | Petra Jaszapati                                                              | Lara van Ruijven                                                  | Natalia Maliszewska                                                      |
| 1 000 m        | Suzanne Schulting                                                            | Kim Boutin                                                        | Noh Ah-rum                                                               |
| 1 500 m        | Kim Geon-hee                                                                 | Ekaterina Efremenkova                                             | Li Jinyu                                                                 |
| 1 500 m (2)    | Choi Min-jeong                                                               | Suzanne Schulting                                                 | Kim Boutin                                                               |
| relais 3 000 m | Pays-Bas Lara van Ruijven Yara van Kerkhof Suzanne Schulting Rianne de Vries | Corée du Sud Choi Min-jeong Kim Geon-hee Noh Ah-rum Shim Suk-hee  | Canada Camille de Serres-Rainville Alyson Charles Kim Boutin Danaé Blais |
| Mixte          |                                                                              |                                                                   |                                                                          |
| 2 000 m relais | Canada Cedrik Blais Kim Boutin Alyson Charles Samuel Girard                  | Corée du Sud Choi Min-jeong Kim Gun-woo Lee June-seo Shim Suk-hee | Chine Li Jinyu Li Xuan Xu Hongzhi Yu Songnan                             |

### Quatrième manche
| Épreuves       | Or                | Argent            | Bronze              |
| -------------- | ----------------- | ----------------- | ------------------- |
| Hommes         |                   |                   |                     |
| 500 m          | Lim Hyo-jun       | Hwang Dae-heon    | Cédrik Blais        |
| 1 000 m        | Hwang Dae-heon    | Charle Cournoyer  | Hong Kyung-hwan     |
| 1 500 m        | Kim Gun-woo       | Charles Hamelin   | Lim Hyo-jun         |
| 1 000 m (2)    | Park Ji-won       | Vladislav Bykanov | Sébastien Lepape    |
| relais 5 000 m | Canada            | Japon             | Hongrie             |
| Femmes         |                   |                   |                     |
| 500 m          | Martina Valcepina | Lara van Ruijven  | Natalia Maliszewska |
| 1 000 m        | Sofia Prosvirnova | Choi Ji-hyun      | Cynthia Mascitto    |
| 1 500 m        | Kim Ji-yoo        | Kim Boutin        | Suzanne Schulting   |
| 1 000 m (2)    | Suzanne Schulting | Kim Ji-yoo        | Zhang Chutong       |
| relais 3 000 m | Russie            | Pays-Bas          | Corée du Sud        |
| Mixte          |                   |                   |                     |
| 2 000 m relais | Russie            | Hongrie           | Royaume-Uni         |

### Cinquième manche
| Épreuves       | Or                | Argent              | Bronze          |
| -------------- | ----------------- | ------------------- | --------------- |
| Hommes         |                   |                     |                 |
| 500 m          | Hwang Dae-heon    | Shaolin Sándor Liu  | Cédrik Blais    |
| 1 000 m        | Hwang Dae-heon    | Charle Cournoyer    | Hong Kyung-hwan |
| 1 500 m        | Kim Gun-woo       | Hong Kyung-hwan     | Steven Dubois   |
| 500 m (2)      | Lim Hyo-jun       | Kim Gun-woo         | Yu Songnan      |
| relais 5 000 m | Russie            | Corée du Sud        | Italie          |
| Femmes         |                   |                     |                 |
| 500 m          | Martina Valcepina | Natalia Maliszewska | Kim Boutin      |
| 1 000 m        | Suzanne Schulting | Kim Ji-yoo          | Zhang Chutong   |
| 1 500 m        | Suzanne Schulting | Kim Ji-yoo          | Anna Seidel     |
| 500 m (2)      | Martina Valcepina | Elise Christie      | Maame Biney     |
| relais 3 000 m | Pays-Bas          | Italie              | Russie          |
| Mixte          |                   |                     |                 |
| 2 000 m relais | Russie            | Canada              | États-Unis      |